# Dan Scanlon
Daniel Michael "Dan" Scanlon (Clawson, Míchigan, 21 de junio de 1973) es un Director, Guionista, animador. que ha trabajado en películas como The Indescribable Nth y Joseph: King of Dreams. Hizo guiones gráficos para La sirenita 2: regreso al mar y 101 dálmatas 2.

## Carrera
Actualmente Scanlon trabaja en Pixar y trabajó en la trama de Cars y Toy Story 3. Codirigió el cortometraje animado Mate y la luz fantasma. También ilustró la primera parte del libro cómico Unmentionables, escrito por su esposa, Michele Scanlon, y escribió y dirigió la película en imagen real Tracy, su debut como director. 
Se graduó en el Columbus College of Art and Design en 1994. Ha trabajado en la industria de la animación desde los últimos diez años.
En el 2007, fue elegido para dirigir la precuela de Monsters, Inc., Monsters University, de la cual, le ha dado muy buena crítica y presentación. Scanlon, hasta el momento, es el director más joven en dirigir un largometraje Pixar.
También ha jugado una temporada a futbol y luego se dedicó a ser actor de cine y películas.

### Onward (Unidos)
En el 2020 estreno su segundo largometraje y primero original Unidos, película del subgénero fantástica urbana mezclado con la modernidad, que tuvo como protagonistas a Tom Holland y Chris Pratt. Scanlon ha declarado que la película se ha inspirado en su propia vida ya que él perdió a su padre al ser muy joven, elemento esencial para el desarrollo de la trama del proyecto.

## Vida privada
Scanlon y su esposa viven en San Francisco y trabajan juntos en proyectos para la productora Caveat Productions.

## Filmografía
| Película                             | Año  | Papel                                                | Notas                                                   |
| ------------------------------------ | ---- | ---------------------------------------------------- | ------------------------------------------------------- |
| Cars                                 | 2006 | Trabajo en la Trama                                  |                                                         |
| Mater and the Ghostlight             | 2006 | Director                                             | Corto. Dirigido junto a John Lasseter                   |
| Tracy                                | 2009 | Director, Guionista                                  |                                                         |
| Toy Story 3                          | 2010 | Trabajo en la Trama                                  |                                                         |
| Brave (Indomable)                    | 2012 | Equipo creativo senior de Pixar                      |                                                         |
| Monsters University                  | 2013 | Director, Guionista, Actor de voz                    |                                                         |
| Party Central                        | 2014 | Productor ejecutivo                                  | Cortometraje                                            |
| Inside Out                           | 2015 | Equipo creativo senior de Pixar                      |                                                         |
| El viaje de Arlo (The Good Dinosaur) | 2015 | Equipo creativo senior de Pixar                      |                                                         |
| Finding Dory                         | 2016 | Equipo creativo senior de Pixar                      |                                                         |
| Cars 3                               | 2017 | Equipo creativo senior de Pixar                      |                                                         |
| Coco                                 | 2017 | Equipo creativo senior de Pixar                      |                                                         |
| Los Increíbles 2                     | 2018 | Equipo creativo senior de Pixar                      |                                                         |
| Toy Story 4                          | 2019 | Equipo creativo senior de Pixar                      |                                                         |
| Unidos                               | 2020 | Director, Guionista, Equipo creativo senior de Pixar | Película. Codirigido junto a Brian Larsen y Dylan Brown |
| Soul                                 | 2020 | Productor ejecutivo, Equipo creativo senior de Pixar |                                                         |
| Luca                                 | 2021 | Equipo creativo senior de Pixar                      |                                                         |
| Red (película de Pixar)              | 2022 | Productor ejecutivo, Equipo creativo senior de Pixar |                                                         |
| Lightyear                            | 2022 | Equipo creativo senior de Pixar                      |                                                         |
| Dream Productions                    |      | Productor ejecutivo, Equipo creativo senior de Pixar | Serie de Disney+.                                       |